# خوزه آلفردو خیمنز
خوزه آلفردو خیمنز-ساندووال (به اسپانیایی: José Alfredo Jiménez)؛ تلفظ اسپانیایی: [xoˈse alˈfɾeðo xiˈmenes]؛ (۱۹ ژانویه ۱۹۲۶ – ۲۳ نوامبر ۱۹۷۳) خواننده پاپ و ترانه‌سرای اهل مکزیک بود. ترانه‌های او بخشی جدایی ناپذیر از میراث موسیقی مکزیک در نظر گرفته می‌شود.

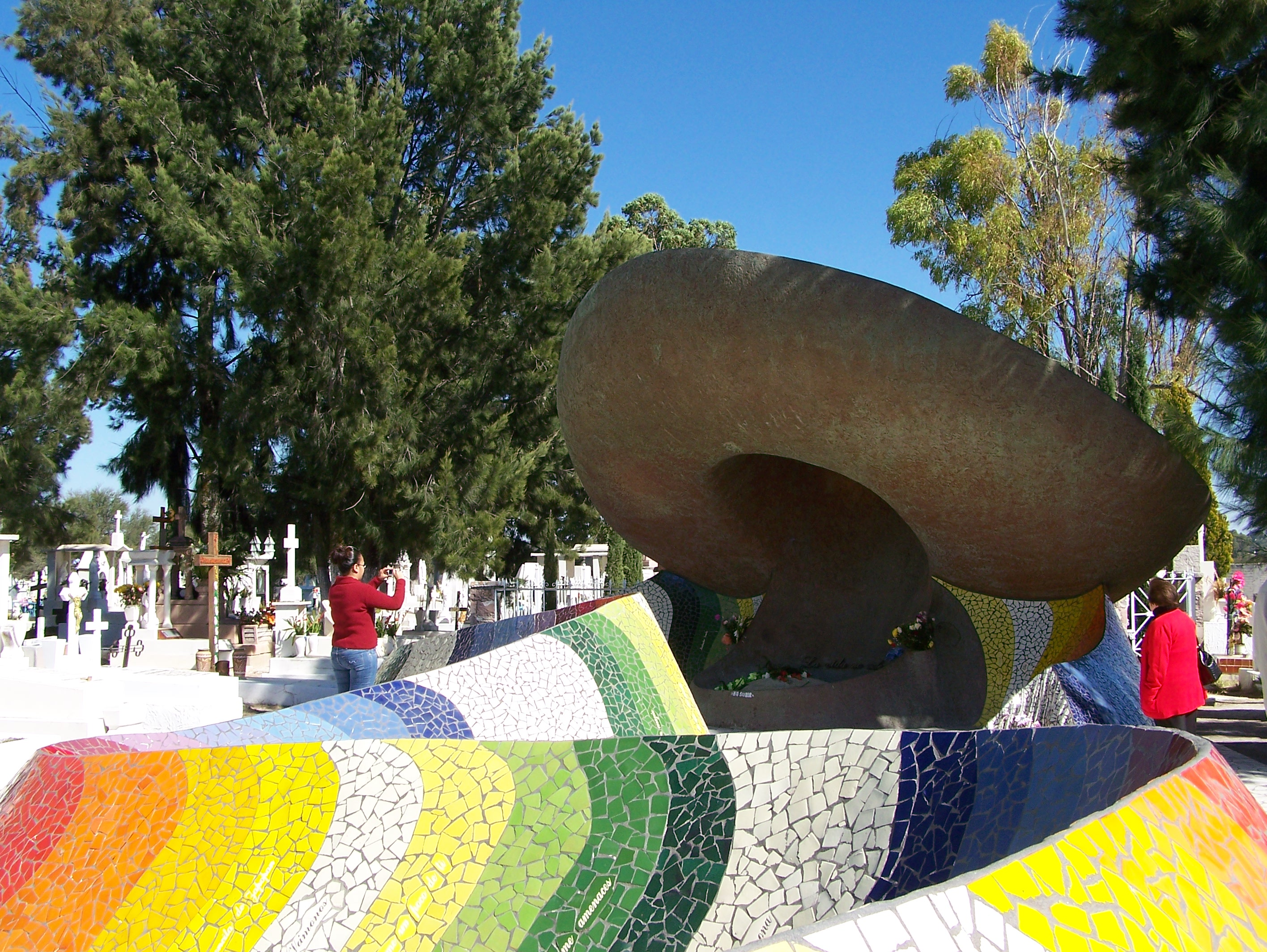
آرامگاه خوزه آلفردو خیمنز در دولورس هیدلگو، گوآناخوآتو بازدید کنندگانی از سراسر جهان را به سوی خود می‌کشاند.

خوزه در دولورس هیدلگوی گوآناخوآتو متولد شد و تنها چهل و هفت سال داشت که در مکزیکو سیتی از عوارض ناشی از سیروز کبدی درگذشت. خوزه آلفردو خیمنز بیش از ۱۰۰۰ ترانه خوانده است.
در سال ۲۰۱۶ گوگل ۹۰مین سالگرد تولد خوزه آلفردو خیمنز را با تغییر گوگل دودل گرامی داشت.